# Patrick Marcland
 (juin 2019).
Si vous disposez d'ouvrages ou d'articles de référence ou si vous connaissez des sites web de qualité traitant du thème abordé ici, merci de compléter l'article en donnant les références utiles à sa vérifiabilité et en les liant à la section « Notes et références ».
Patrick Marcland est un compositeur et éditeur de musique français né à Paris en 1944. 
Après avoir pratiqué le jazz comme guitariste, il entreprend des études d'écriture et de guitare classique à l'École normale de musique de Paris. Tout en composant pour le théâtre et le cinéma, il étudie la composition avec Max Deutsch, disciple de Schönberg, la direction d'orchestre, et suit enfin les cours de Claude Ballif au Conservatoire national supérieur de musique de Paris.

## Biographie
Patrick Marcland est le fils de l'auteur-compositeur de chansons et de musiques de films connu sous le pseudonyme de Marc Lanjean. Passionné dès son adolescence par le jazz puis le flamenco, deux genres qu'il pratique comme guitariste, il se tourne bientôt vers le classique et devient l'élève d'Alberto Ponce à l'École normale de musique de Paris. Il y suit en même temps les classes d'écriture (harmonie, contrepoint et fugue) et commence à composer pour le théâtre et le cinéma, tout en travaillant comme assistant-réalisateur de cinéma et musicien d'une compagnie théâtrale. Désireux de compléter sa formation de compositeur il suit les cours de composition de Max Deutsch, et ceux d'analyse de Claude Ballif qui l'invite comme auditeur libre au Conservatoire National Supérieur de Musique et de Danse de Paris. Il suit également les cours de direction d’orchestre d’Henrik Bruun et s'initie ensuite à l'informatique musicale au cours de plusieurs stages à l'Ircam.
Il a reçu des commandes de l'État, de Radio France, de l'Ircam et des principaux ensembles de musique contemporaine français, L'Itinéraire, Ensemble intercontemporain, Groupe vocal de France, et Musicatreize. Le prix Georges Enesco de la Sacem lui est attribué en 1984[réf. nécessaire]. Dès 1977, invité par Pierre Boulez, il commence à collaborer avec l’Ensemble Intercontemporain qui vient d'être créé, avec deux œuvres :  Variants, puis Versets. Cette collaboration se poursuivra dans les années suivantes, avec des pièces comme  Étude en 1995, De Temps en Temps en 1996, Désairs en 2001, Eclipsis en 2004, puis Eclipsis Déployé en 2006 et Soleà en 2009.
Préconisant une approche « vivante » de la musique et soucieux de prendre en compte le caractère rituel du concert, il s’attache depuis longtemps à la manière dont celui-ci peut-être mis en scène en relation avec l'écriture. Cette démarche se concrétise notamment avec la création de Maldoror à l'Arsenal de Metz, pour un comédien-récitant, chœurs et orchestre (œuvre reprise par l’Orchestre National de France pour l’ouverture du Festival Présences de Radio France en 2001) ou d'Eclipsis Déployé au Théâtre des Bouffes du Nord en 2007 où les musiciens de l'Ensemble Intercontemporain se déplacent sur scène, en une sorte de rituel profane. Ce sont de préoccupations du même ordre qui le conduisent à collaborer souvent avec des chorégraphes pour lesquels il écrit des partitions originales, impliquant presque toujours des musiciens ou chanteurs évoluant sur scène : Étude en 1995, en coproduction avec l’Ensemble intercontemporain, et Sanguine en 1997, (chorégraphies de Nadine Hernu), Le Jour d’avant en 1999, en coproduction avec l’Ircam et la Maîtrise de Radio France, et Le Jour d’après en 2000 (chorégraphies de Susan Buirge). Son opéra de chambre, Mazeppa, commande du Printemps des Arts de Monaco, est créé en 2016 dans cette ville. Résidant désormais à Nice, il y crée, avec deux autres compositeurs (Alireza Farhang et Antonin Servière) l'ensemble Inicia!, consacré à la musique de création. 

## Éditeur de musique
Parallèlement à son activité de compositeur, il a exercé le métier d'éditeur de musique aux Éditions Musicales Transatlantiques qu'il a dirigées pendant plus de trente ans. Il y a développé un catalogue de musique contemporaine avec des compositeurs comme Tristan Murail, Claude Ballif ou Yoshihisa Taïra, qui venaient s'ajouter à des compositeurs « maison » comme Jean Françaix, Rivier, Delerue..., ainsi qu'un important catalogue pédagogique. 
Pour améliorer les conditions de diffusion des éditions musicales, il crée en 1986 et dirige la Société d'Edition et de Distribution Musicale (SEDIM) qui assurera pendant plus de quinze ans la distribution des plus importantes maisons d'édition françaises.
Il cesse en 2008 ses activités dans l'édition pour se consacrer désormais  exclusivement à la composition musicale. Il a créé depuis cette date de nombreuses œuvres pour le concert (Solea, Vocables, Vers..., La Ligne d'Ombre, De Cristal et de Brume, etc.), pour la danse ( Monade, Meltem, Seule...) et pour le théâtre (Rue St Denis, Venus et Adam, Sur l'oubli).
Il crée en 2017 à Monaco Mazeppa, monodrame musical sur un livret de Christophe Hardy, pour la chanteuse Chantal Perraud et un ensemble de 7 musiciens que lui commande le Festival Printemps des Arts de Monte Carlo.

## Œuvres Actuelles
Walk en 2001, et Meltem en 2015 (chorégraphies de Laurence Marthouret,, avec laquelle il poursuit une recherche sur une écriture commune à la danse et à la musique). Les partitions de Patrick Marcland sont éditées par les Editions Musicales Transatlantiques et les éditions Chester Music Ltd.

## Compositions

### Instrument seul
- Cello-Solo, pour Pierre S., pour violoncelle seul (2003)
- Rythmes, Lumières, Espace, pour flûte basse seule (2005)
- Stretto, pour harpe solo (1978)
- The Dancer, d’après un tableau imaginaire de Francis Bacon, pour contrebasse seule, (1995)
- Alto-Solo 1, pour alto seul (2008)
- Alto-Solo 2, pour alto et électronique en temps réel (2007)
- Saxo-Solo As Time Goes By, pour saxophone ténor et électronique (sons fixés) (2011)
- Walk Sonata, pour violon seul (2001-2011)

### Duo – Trio – Quatuors
- Eclipsis, pour alto et trompette, avec électronique (2001)
- Mètres, pour Flûte, alto et harpe (1972)
- Désairs, pour 2 hautbois, basson et clavecin (1981, rev. 2001)

### Ensembles
- Étude, version de concert, Pour 6 musiciens (1997)
- De Temps en Temps, pour alto et 10 instruments (1994-95)
- Eclipsis déployé, pour six instruments avec électronique en temps réel (2006)
- Mots croisés, pour 6 groupes d’enfants et 6 percussionnistes (1998)
- Variants, pour 16 instruments (1976)
- Versets, pour 17 instruments (1979)
- La Ligne d’Ombre, pour 10 instruments et électronique (sons fixés) (2013)

### Œuvres vocales
- After Long Silence, pour mezzo-soprano et 4 instruments, sur des poèmes de W.B. Yeats (1989)
- « Vers… », cinq chants pour 12 voix solistes (2006)
- Géraldine K, pour soprano solo, sur un poème de Julien Marcland (2004)
- L’infinito, pour soprano solo, sur un poême de G.Leopardi (1997)
- Le Jour d’Avant, pour chœur d’enfants à 5 voix (1998-99)
- Momenti di Dante, pour 6 voix mixtes, sur des textes de Dante Alighieri (1990-2000)
- Paroles, pour 12 voix mixtes a capella, sur un texte de Michel Marcland (1981-82)
- Rythmes d’auprès, pour comédien et flûte basse, sur des poèmes de Dominique Le Buhan (2005)
- Trio L'infinito, sur un poème de G. Leopardi (1997)
- Vocables, pour mezzo-soprano et ensemble, sur un poème de J.Ch.Bailly (2009)
- Mazeppa, monodrame pour soprano et petit ensemble, livret de Christophe Hardy (2017)

### Orchestre
- Failles, pour Flûte, alto, harpe et orchestre (1975-77)
- Maldoror, d’après Lautréamont, pour récitant, chœur d’enfants, chœur mixte et orchestre (1996-97)

### Chorégraphique
- Étude, pour 3 danseurs et 6 musiciens, (chor. N.Hernu) (1995)
- Elle venait du côté de la mer, pour trois danseurs et ensemble (chor. B.Réal) (1988)
- La porte est refermée, la voilà sans lumière, pour une danseuse et un accordéon (chor. L.Marthouret)
- Le Jour d’après, pour 6 danseurs, baryton, hautbois, clarinette et électronique (chor. S.Buirge) (1999)
- Le Jour d’avant, pour une danseuse, chœur d’enfants et électronique (chor. S.Buirge) (1998-99)
- Sanguine, pour 3 danseuses, 3 chanteuses et electronique (chor. N.Hernu) (1997)
- Walk, pour une danseuse et une violoniste (chor. L. Marthouret) (2001)
- Monade, pour une danseuse et électronique en temps réel (chor. L.Marthouret) (2008)
- Meltem, pour une danseuse, une chanteuse et électronique (chor. L.Marthouret) (2014)

### Électronique
- Chants de l’Olympe, pour diffusion octophonique (2003) (collaboration avec G.Dazzi)
- Chant du Jour d’Après, pour diffusion octophonique (1999)
- Le Roc aux Sorciers, diffusion spatialisée en 20 canaux sur le site archéologique (2007)
- Name of action, pour diffusion octophonique (2000-2002)
- Thrène pour Laure, pour diffusion octophonique (version stereo disponible) (2005)

### Films
- 1990 : Jaillissements
- 1987 : L’Angélus

## Discographie
- Patrick Marcland, 8 Solos, CD Sismal Records[7]
- Sanguine, CD La Muse en Circuit, Variants - Paroles - Versets..., CD album Chamade[8]